# 王騰 (前燕)
王騰（？—356年），五胡十六国時代前燕軍事人物。
王騰在割据青州的段龕属下为官，担任徐州刺史，被封为陽都县公。
356年二月，前燕太原王慕容恪討伐段龕。慕容恪招抚段龕属下諸城，前来归順。王騰举众降燕。慕容恪命王騰屯守陽都。
八月，段龕向东晋请求援軍。東晋于是派遣徐州刺史荀羨作为援軍。王騰、趙盤攻打琅邪、鄄城，骚扰東晋北境。
荀羨進至琅邪，害怕前燕軍之強，不敢前进。王騰攻撃鄄城。同时，荀羨進攻陽都。连日降雨，城坏，荀羨擒获王騰，将其殺害。《晋書 卷75·列传45·荀崧》记载荀羨擒获王騰，趙盤敗走。《晋書 卷110·載記10·慕容儁》记载荀羨攻克陽都，斬杀王騰后归還。